# Гавайская гитара
Гавайская гитара или лэп-стил-гитара (англ. lap steel guitar) — безладовая электрогитара, которую располагают горизонтально на коленях или подставке. Струны прижимают к грифу при помощи металлического цилиндра — слайда. Основной приём звукоизвлечения глиссандо. Также существуют акустические варианты гитары.

## Описание
Струны лэп-стил-гитары подняты, как правило, примерно на полдюйма от грифа. Струны расположены слишком высоко, чтобы доставать до грифа, поэтому лады, если таковые имеются, служат лишь подсказкой и часто заменяются маркерами. Инструменты, разработанные исключительно как лэп-стил-гитары, как правило, имеют модифицированный гриф, который делает невозможной резкую игру.

## Игра
Гитара обычно помещается на колени играющего или на подставку перед ним. В отличие от обычной гитары, струны не прижимаются к ладу при звучании ноты. Чаще всего, игрок держит в левой руке металлический слайд, который перемещается вдоль струн, чтобы изменить высоту инструмента, правой рукой музыкант защипывает струны или водит по ним. Этот метод игры значительно ограничивает количество доступных аккордов.
Струны стил-гитары, при игре в гавайском стиле, кантри, блюграссе или вестерн-свинге, почти всегда защипывают с помощью медиатора надетого на большой палец правой руки. Это позволяет игроку лучше контролировать перебор нот на несмежных струнах.